# Richard Burns Rally
Pour les articles homonymes, voir Richard Burns.
Richard Burns Rally est un jeu vidéo de course développé par Warthog Games et édité par SCi en 2004 sur PlayStation 2, Xbox et Windows. Il a été porté en 2005 sur Gizmondo. Développé en collaboration avec le pilote anglais Richard Burns, le titre est considéré à sa sortie comme une référence de la simulation de rallye automobile.

## Système de jeu
Richard Burns Rally permet d'incarner un pilote du championnat du monde des rallyes. Il s'agit de courses en contre-la-montre sur des tracés routiers variés (terre, asphalte, neige). Technique et exigeant, le titre offre des sensations de pilotage poussées : le gameplay est résolument tourné vers la simulation.

### École de pilotage
Avant de participer au championnat, le joueur doit obligatoirement faire ses preuves dans une école de pilotage. Celle-ci s'inspire de la Forest Experience Rally School, une école galloise réputée dans laquelle Richard Burns a commencé sa carrière à l'âge de 15 ans. Les conseils avisés du pilote britannique accompagnent les différentes épreuves proposées. L'instruction aborde de véritables notions de pilotage, des bases élémentaires à la maîtrise d'un véhicule de rallye, comme l'accélération, le sous-virage et le survirage, à des techniques de pilotage avancées comme le dérapage, le freinage pied-gauche et le virage au frein à main. Une fois tous les examens de passage validés, le joueur peut se lancer dans une saison de rallye.

### Saison de rallye

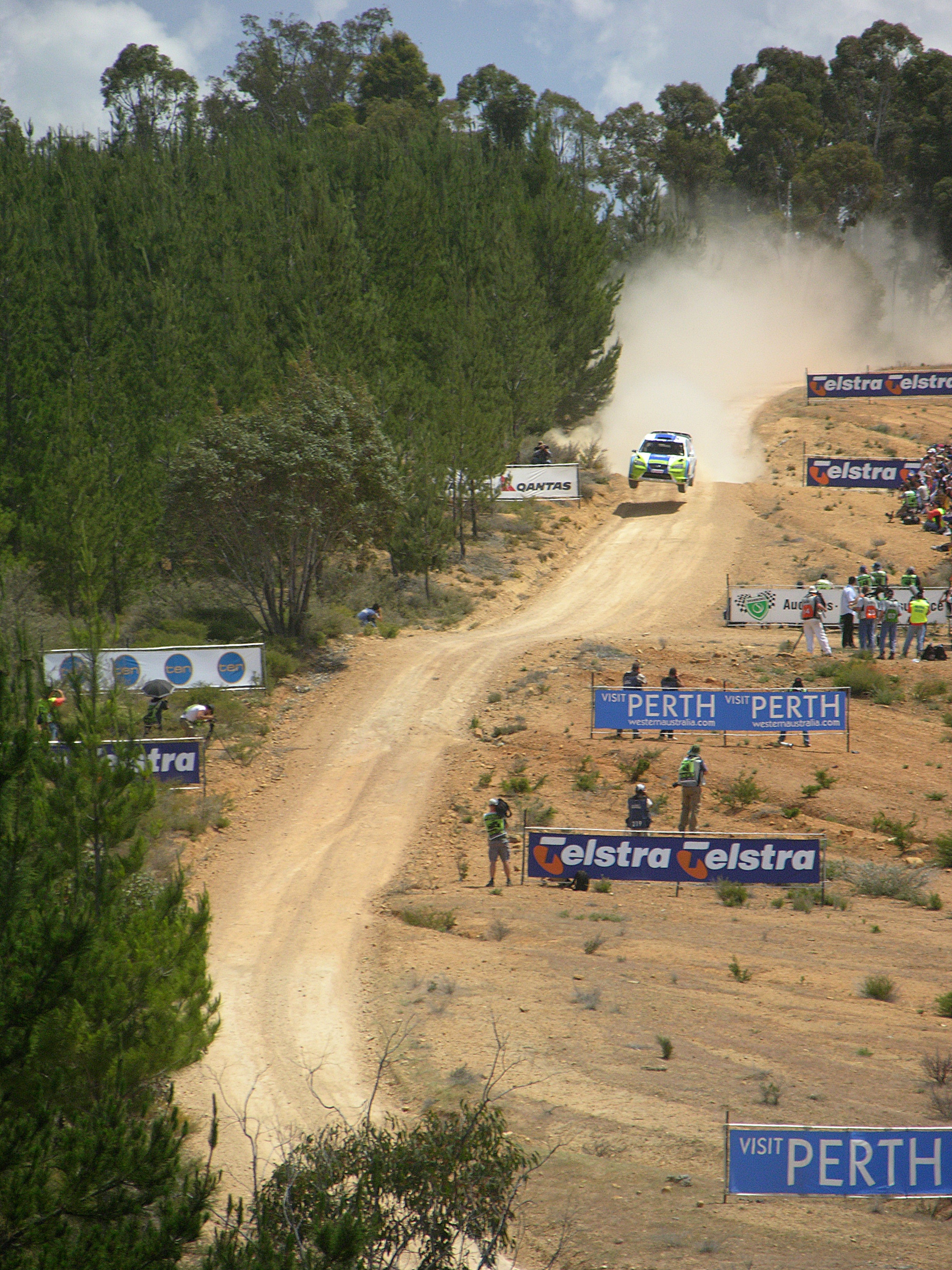
R. Burns Rally s'inspire du véritable championnat du monde des rallyes. Ici, un cliché du rallye d'Australie en 2006.

Au début de la saison, le joueur doit opter pour une écurie de course parmi les huit proposées, chacune possédant son véhicule WRC officiel attitré : Subaru Impreza, Peugeot 206, Citroën Xsara...  La saison comprend 36 spéciales réparties sur six manches, tous inspirées de véritables épreuves : rallye des États-Unis, rallye du Japon, rallye de Grande-Bretagne, rallye de France, rallye de Finlande et rallye d'Australie. C'est assez peu comparé à d'autres titres du genre mais la diversité de la discipline est reproduite, avec des rallyes aux profils très différents (environnement, types de revêtement, conditions climatiques).
Avant de commencer un rallye, le joueur peut effectuer des reconnaissances, notamment dans le but d'améliorer la tenue de route du véhicule. La gestion des réglages offre un grand nombre de configurations possibles : modification des paramètres du différentiel, des suspensions, de la boîte de vitesses, équilibrage des freins, pression des pneus, etc.
Une fois engagée dans une spéciale, le joueur se retrouve confronté à l'intransigeance du gameplay. Le comportement du véhicule est très pointilleux et maintenir la trajectoire désirée à haute vitesse est d'emblée compliqué. Le moindre écart est immanquablement sanctionné par une sortie de route. Les tracés sont de plus très piégeurs avec des ornières, des virages en aveugle, des dénivelés, des bosses, etc : achever sans encombre la dizaine de kilomètres que comporte une spéciale exige beaucoup de concentration. À l'instar des véritables pilotes, le joueur bénéficie du support d'un copilote, qui lui énonce vocalement des indications sur les difficultés à venir (types de virages, vitesse recommandé, dangers particuliers). Le copilote de Burns, Robert Reid, a participé à leur bonne intégration dans le jeu.
Le jeu propose une gestion réaliste des dégâts qui influent drastiquement sur l'expérience de jeu en cas de sortie de route violente (les dégâts sont paramétrables et désactivables cependant). Dans le pire des cas, comme dans la réalité, le joueur peut être contraint à l'abandon au premier virage de la première spéciale d'un rallye. Dans le meilleur, le joueur est obligé de composer avec une avarie mécanique (boîte de vitesses récalcitrante, suspension endommagée, surchauffe moteur...). Entre deux spéciales, le passage au parc d'assistance permet aux mécaniciens de réparer les dommages du véhicule pendant un temps imparti. Le joueur est amené à faire des choix stratégiques en privilégiant des réparations aux dépens d'autres.

### Les autres modes
Le mode Rallye rapide permet de se lancer directement dans une course sans avoir à passer les épreuves de l'école de pilotage. Le mode Multijoueur permet à 4 joueurs de se confronter en alternance et, pour les versions Xbox et Windows, à 2 joueurs de se mesurer en écran splité. Le mode Défi Richard Burns est constitué d'un ensemble de défis sur des spéciales imposées : le joueur est amené à battre les records supposément réalisés par Richard Burns.
Si le jeu ne présente aucun mode de jeu en ligne, des développeurs amateurs ont créé des mods qui l'implémentent. 

### Un réalisme poussé
Outre une gestion dynamique et aléatoire des conditions climatiques ou encore l'implémentation d'un règlement de course (faux-départ, non-respect des horaires), les développeurs ont poussé le réalisme du jeu jusqu'à reproduire des détails singuliers propre à la discipline : des animaux sauvages qui traversent inopinément la chaussée (il est possible de les percuter, à ses dépens), des spectateurs qui vous aident à remettre le véhicule sur la piste après une sortie de route, des sauvetages en hélicoptère, etc. Il est aussi possible de paramétrer la distance à laquelle les notes du copilote sont appelées.
Richard Burns Rally supporte les volants à retour de force, notamment ceux de la marque Logitech.

## Accueil
| Aperçu des notes dans les médias | Aperçu des notes dans les médias                   |
| Média                            | Note                                               |
| -------------------------------- | -------------------------------------------------- |
| Canard PC                        | 9 sur 10                                           |
| Consoles +                       | 15 sur 20                                          |
| Edge                             | 7 sur 10                                           |
| Famitsu                          | 26 sur 40                                          |
| Joypad                           | 8 sur 10                                           |
| PC Team                          | 91 sur 100                                         |
| PlayStation 2 Magazine           | 14 sur 20                                          |
| Xbox Magazine                    | 15 sur 20                                          |
| Compilation de notes             |                                                    |
| GameRankings                     | 75 sur 100 (PS2) 66 sur 100 (Xbox) 80 sur 100 (PC) |
| Metacritic                       | 73 sur 100 (PS2) 74 sur 100 (Xbox) 82 sur 100 (PC) |

Richard Burns Rally est bien accueilli dans la presse spécialisée. La plupart des critiques saluent le réalisme du jeu, au point parfois de qualifier le jeu de véritable « simulateur de rallye ». La rigueur du gameplay a semble-t-il chez certains été davantage perçu comme une limite que comme une qualité. Une phase d'apprentissage est nécessaire afin d'apprécier toutes les subtilités du titre et sa difficulté le réserve à un public averti. Divers critiques relèvent que les graphismes et le contenu du jeu ne se hissent pas la hauteur des meilleurs représentants du genre. La version Windows, au rendu visuel plus agréable que les moutures consoles, est la mieux accueillie : elle obtient une note moyenne de 80 % dans les médias spécialisés anglo-saxons.
Dans son test de la version PC, le site Gamekult (8/10) écrit :
« Diablement réaliste et difficile, Richard Burns Rally arrivera donc sans mal à convaincre les amateurs de la discipline grâce à son moteur physique remarquable, capable de retranscrire la majorité des subtilités de la conduite rallye. Assimilation, concentration, précision et coordination seront les seules clés de la victoire que l'on ne devrait d'ailleurs pas vraiment côtoyer avant de nombreuses heures d'apprentissage et d'essais aux côtés du célèbre pilote anglais. »
Les ventes du jeu sont restées anecdotiques comparé à celles de séries établies comme Colin McRae Rally et WRC.

## Richard Burns
Richard Burns a été champion du monde des rallyes en 2001. Il est mort d'une tumeur au cerveau en 2005, à l'âge de 34 ans. Le développement du jeu associé à son nom peut-être considéré par la communauté comme un dernier hommage à un grand pilote.